# فولكس فاجن فوكس
فولكس فاجن فوكس هي سيارة صغيرة الحجم من إنتاج وتصميم شركة فولكس فاجن البرازيلية وتم بيعها في أمريكا اللاتينية في عام 2003  وفي أوروبا من 2005 إلى 2011،  حيث تم بيعها كسيارة مدينة. يتم إنتاج فوكس حاليًا على شكل هاتشباك بثلاثة أبواب وخمسة أبواب. وهناك أيضا نسخة مصغرة SUV تسمى كروس فوكس وسيارة عائلية تسمى سوران، سبيس فوكس أو سبورت فان أو فوكس بلس، ويختلف المسمّى اعتمادا على السوق.

## المسمّى السابق
حصلت فولكس فاجن على حقوق الاسم التجاري في عام 1969 عن طريق شراء شركة NSU . كانت شركة NSU Fox الأصلية عبارة عن شركة لتصنيع دراجات نارية والتي بدأت أعمالها لأول مرة في عام 1949،  واستخدمت فولكس فاجن لاحقًا اسم «فوكس» في بعض الأسواق لإصدار خاص من فولكس فاجن بولو. كما استخدمت أودي 80 التي تم إنتاجها في السبعينيات تحت اسم فوكس بالنسبة للسيارات المباعة في أستراليا والولايات المتحدة. تم تجميع النسخة الأسترالية محليًا بواسطة شركة فولكس فاجن المحدودة.

### أمريكا الشمالية (1987-1993)
كانت فوكس نوعًا آخر من فولكس فاجن جول والتي تم تصنيعها في شركة
فولكس فاجن دو برازيل وتم تسويقها بواسطة فولكس فاجن في أمريكا الشمالية كسيارة ثانوية من 1987 إلى 1993. عرضت في البداية كسيارة سيدان ببابين وأربعة أبواب بالإضافة إلى سيارة واجن ببابين، والتي تم إيقاف إنتاجها في عام 1991. وهو نفس العام الذي تم فيه عمل تعديلات على سيارة السيدان ذات الأبواب الأربعة (وكذلك البابين، في الولايات المتحدة).

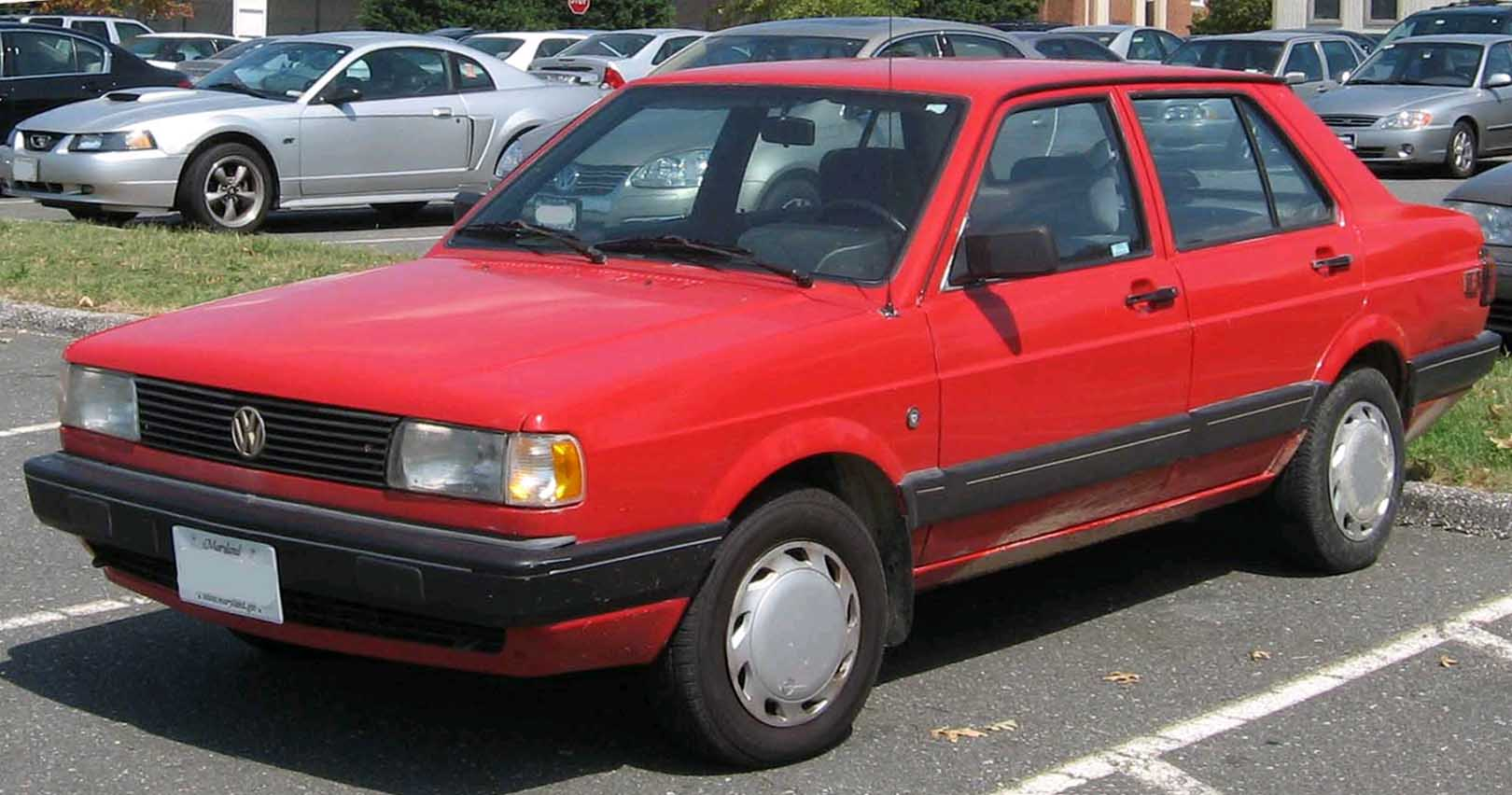
سوق أمريكا الشمالية فولكس فاجن فوكس جي ال سيدان

مواصفات فوكس: الطول 1.8 لتر، 81 حصان متري (60 كـو؛ 80 حصان) محرك بنزين رباعي الأسطوانات، وهي نفس المكونات في فولكس فاجن جولف — إلى جانب ناقل حركة رباعي السرعات لسيارة سيدان قياسية ذات البابين وأربعة أبواب وناقل حركة بخمس سرعات للطراز الرياضي "GL"، بينما لم يتم تضمين ناقل حركة أوتوماتيكي في خيارات فوكس. متوفر مساعد مكابح اسطوانية في المقدمة. نظام الكبح المانع للانغلاق غير متوفر.

### جنوب أفريقيا
في جنوب إفريقيا، تم استخدام اسم فوكس لنموذج يعتمد على الجيل الأول من Jetta . تم بيع هذا إلى جانب فولكس فاجن جولف.

## نظرة عامة

### أمريكا اللاتينية
في أمريكا الجنوبية، تتنافس فوكس مع شقيقتيها الصغيرين جول وبولو لإنخفاض تكلفتهما. في المكسيك تم تغيير اسمها إلى لوبو ، بسبب تشابه اسمها مع الاسم الأخير للرئيس الحالي آنذاك فيسينتي فوكس. قامت فولكس فاجن المكسيكية بالتخلي عن الإصدار لوبو بعد فترة قصيرة من طرازات 2009؛ بسبب ضعف المبيعات، وتم استبدالها بـ بوينتر وديربي. تم أيضًا إيقاف سبورت فان في المكسيك في فبراير 2010 بسبب ضعف المبيعات، ولم يتبق سوى كروس فوكس.
في نوفمبر 2009، تم الكشف عن سيارة فولكس فاجن فوكس 2010 الجديدة في البرازيل ثم في الأرجنتين. تم إعادة تصميم النموذج مرة أخرى في عام 2015.

#### مواصفات
- المحرك: VHT ، BAH ؛ I4 ، 1599 سم مكعب، كتلة أسطوانة من الحديد الزهر، RSH (ذراع الروك الدوارة)
- القوة: 104 حصان (74 كيلوواط) عند 5750 دورة في الدقيقة
- حقن الوقود: Motronic (Benzin ME7.5.10 حتى 2006)
- العزم: 154 نيوتن لكل متر (114 قدم·رطل) عند 2500 دورة في الدقيقة
- 0-100 كم / ساعة (62 ميل في الساعة): 10.8 س
- السرعة القصوى: 174 كيلومتر في الساعة (108 ميل/س)
- التمهيد: 260–1,016 لتر (9.2–35.9 قدم3) [7]
- ناقل الحركة: 5 سرعات يدوية (أودي MQ200 ناقل يدوي) أو I-ASG
- سعة الوقود: 50 لتر (13.2 غال-أمريكي؛ 11.0 غالون إمب)
- المكابح: الأقراص الأمامية، الأسطوانات الخلفية

### أوروبا

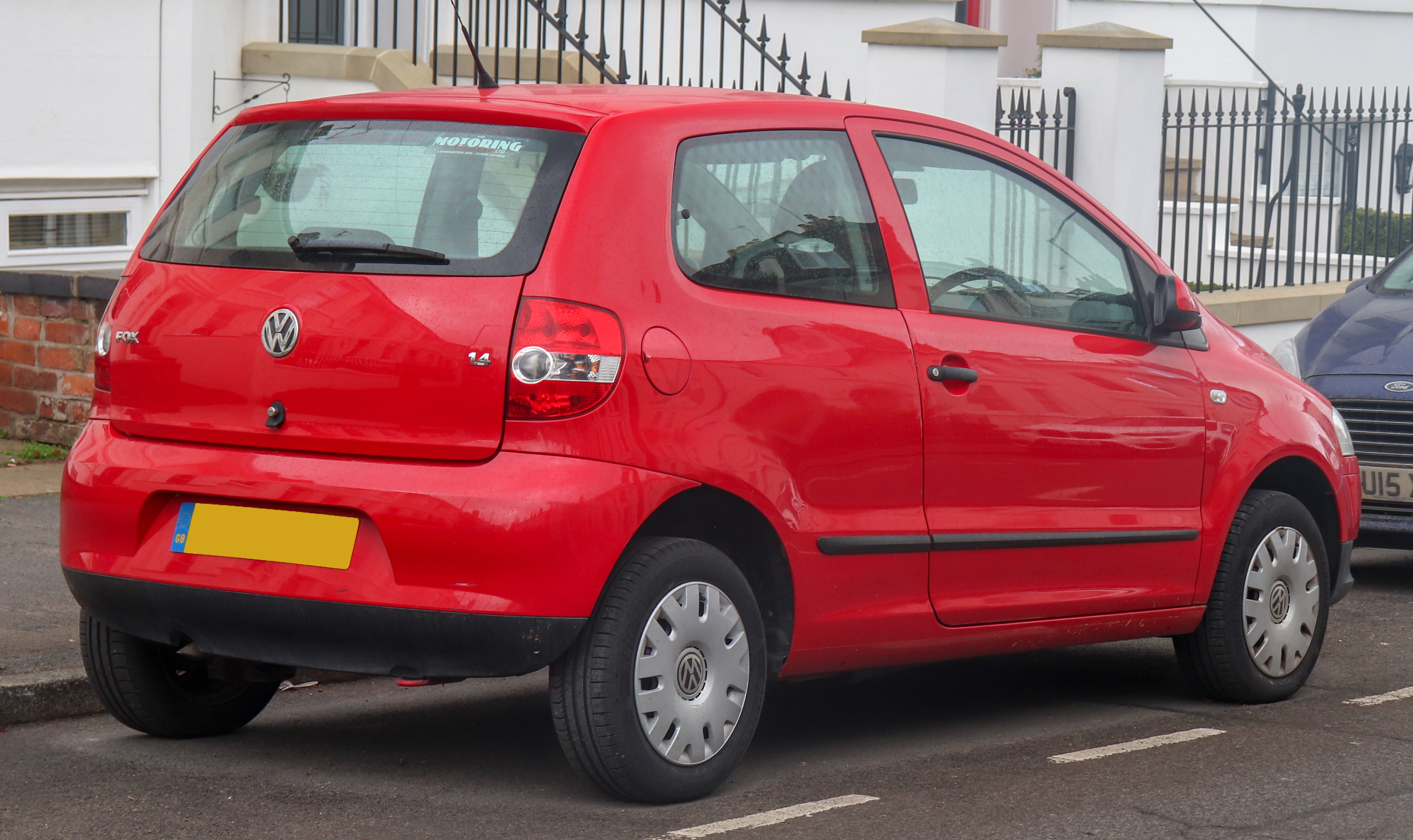
ما قبل تعديل الوجه - فولكس فاجن فوكس 1.4

تم عرض فوكس لأول مرة في أوروبا في معرض AMI للسيارات في أبريل 2005، كان Fox متاحًا فقط كسيارة هاتشباك بثلاثة أبواب وبثلاثة خيارات للمحرك: 1.2 لتر 40 كيلوواط (55 حصان) I3 و 1.4 لتر 55 كيلوواط (75 حصان) I4 محركات البنزين و 1.4 لتر 51 كيلوواط (69 حصان) محرك TDI .

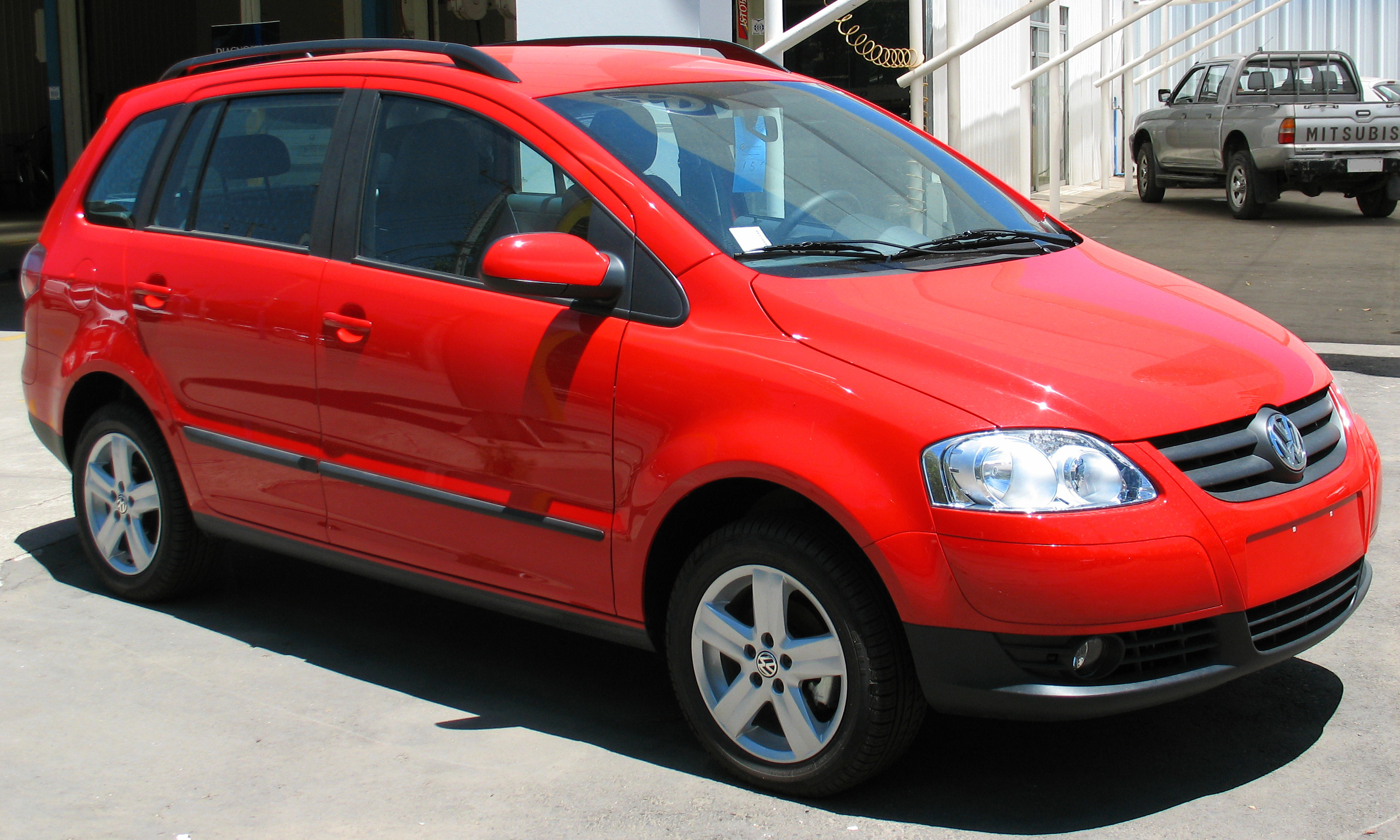
فولكس فاجن سوران 2009 (قبل التعديل)
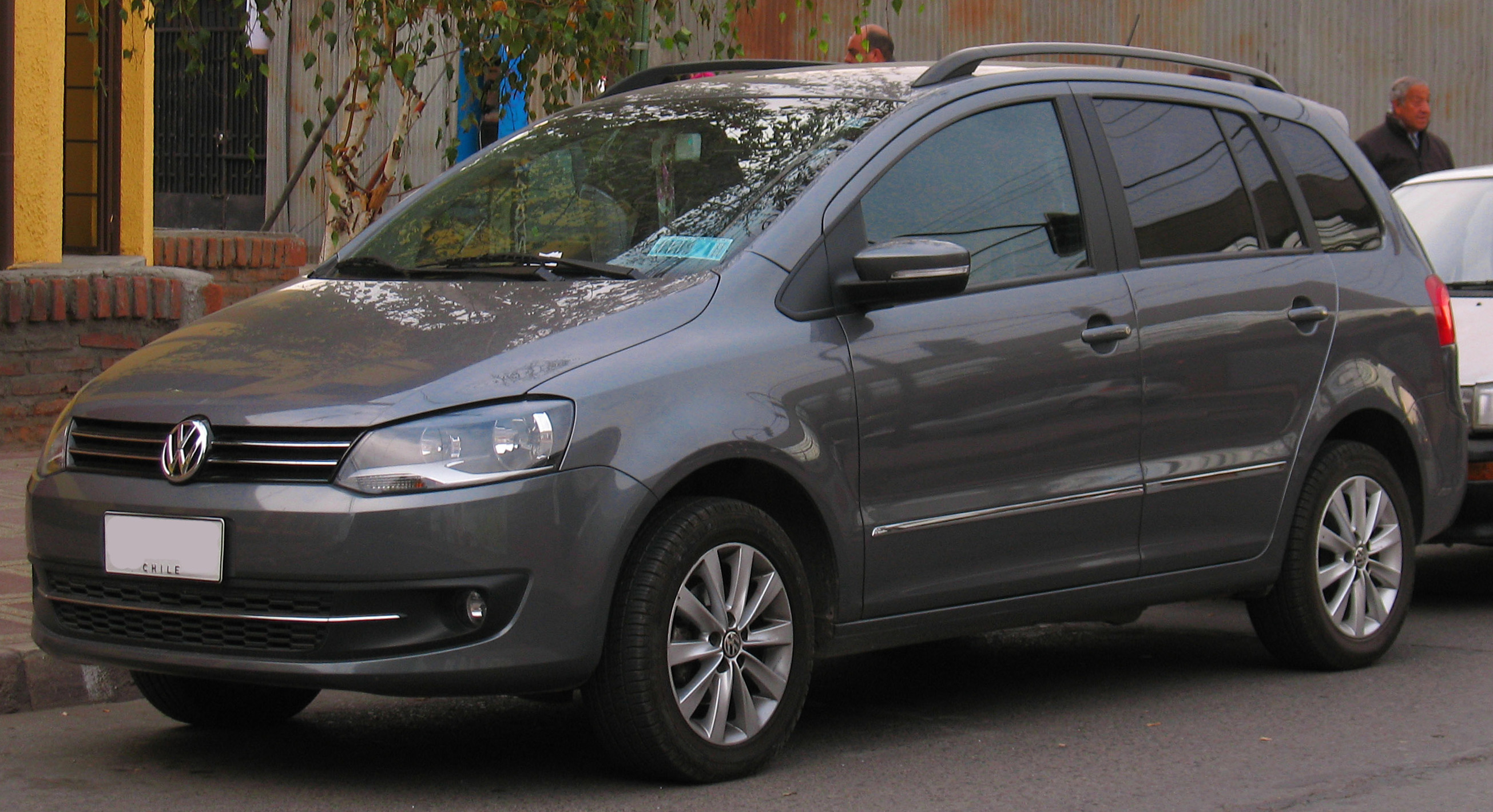
فولكس فاجن سوران 2001 (أول تعديل)
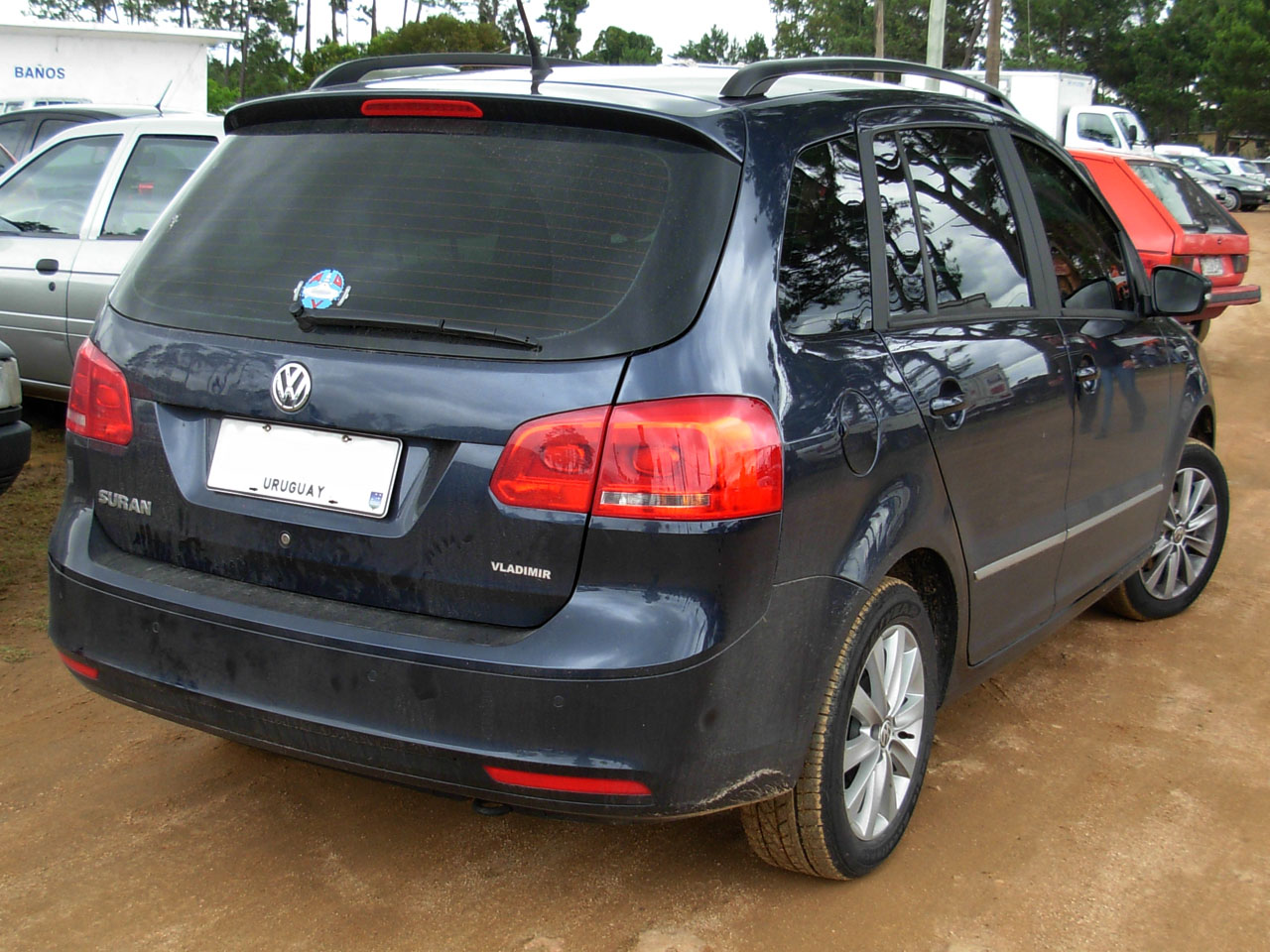
فولكس فاجن سوران 2010 (أول تعديل - من الخلف)
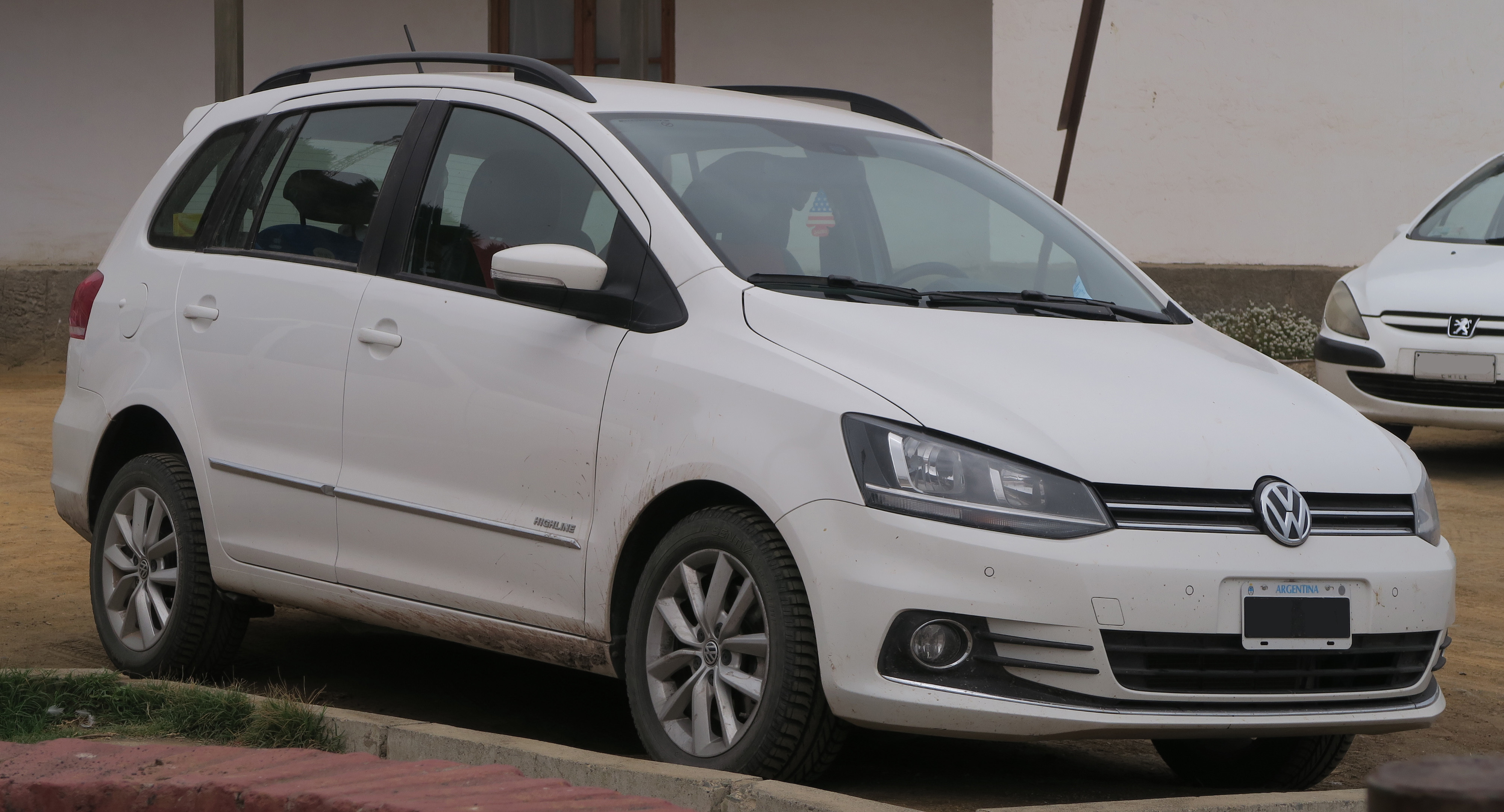
فولكس فاجن سوران 2016 (عملية تعديل ثانية)
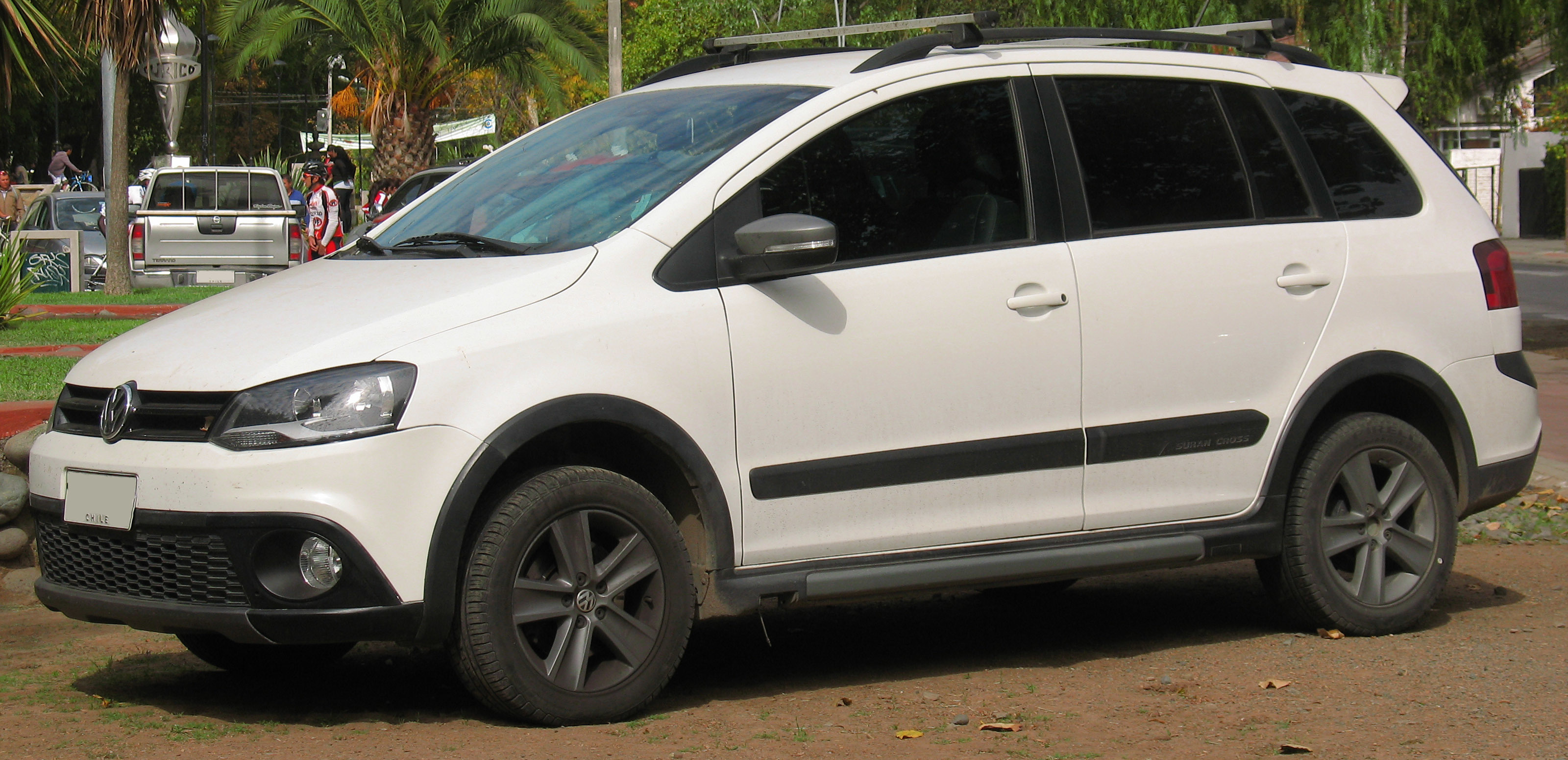
فولكس فاجن سوران كروس 2012
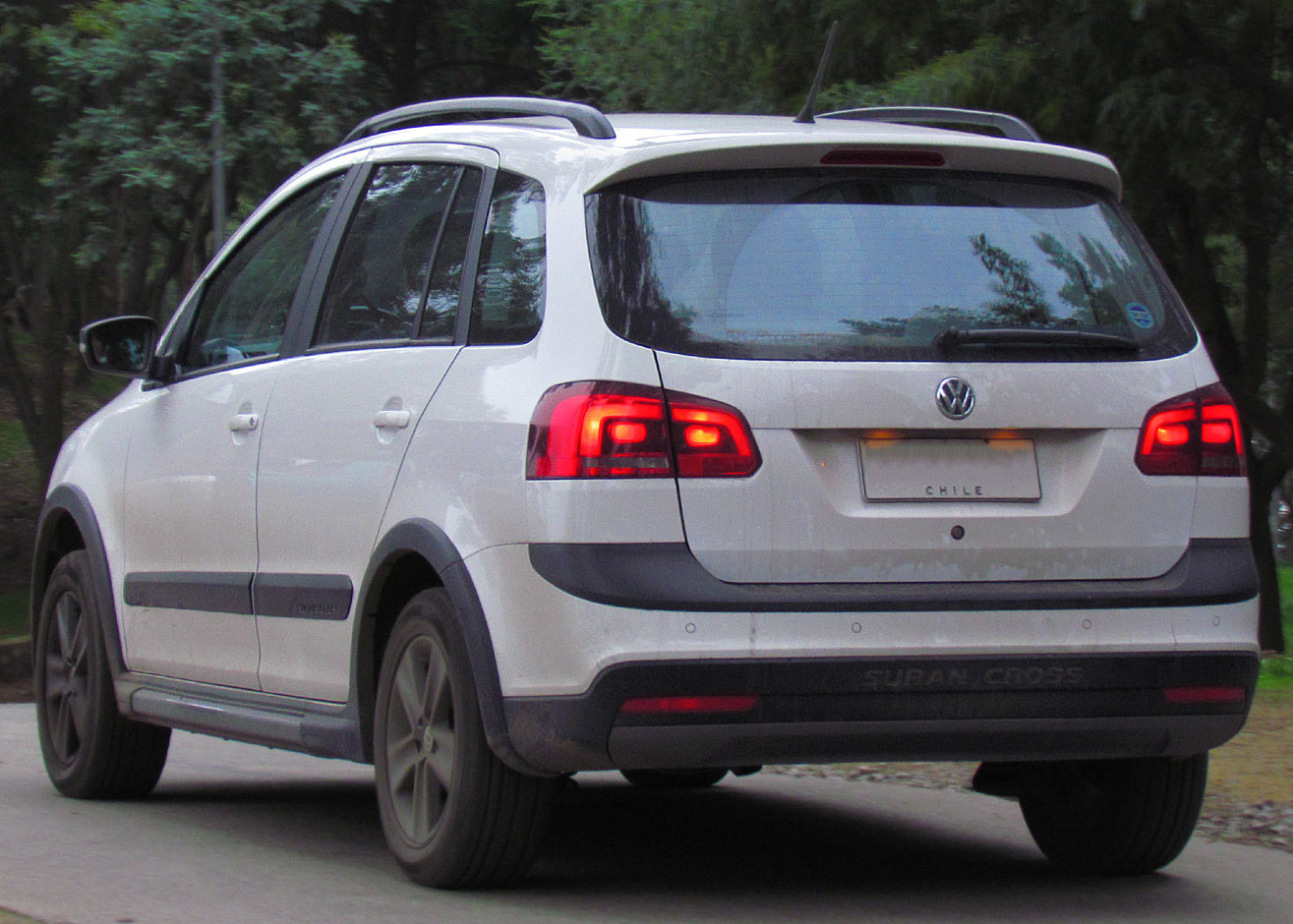
فولكس فاجن سوران كروس 2012